# Witino
Witino (ros. Витино) – rosyjski port naftowy nad Morzem Białym. Znajduje się w obwodzie murmańskim na Półwyspie Kolskim, w miejscowości Biełoje More kilka kilometrów na południe od Kandałakszy.
Witino jest pierwszym prywatnym portem w Rosji. Powstało korzystając z infrastruktury Biołomorskajej Neftebazy, wybudowanej w latach 1972–75. Pierwszy tankowiec wypłynął z portu w 1995 roku.
Obecnie port posiada 4 nabrzeża o łącznej długości 512 m. Może przyjąć statki o długości do 230 m, szerokości 32,2 m i zanurzeniu do 11 m.